# 袁鹰
袁鹰（1924年10月—2023年9月1日），原名田钟洛，男，江苏淮安人，中国作家、儿童文学家、散文家、文学编辑。曾任《人民日报》文艺部主任，《人民文学》编委，中国作家协会书记处书记、主席团委员，中国文学艺术界联合会全国委员会委员。